# Fruen fra havet

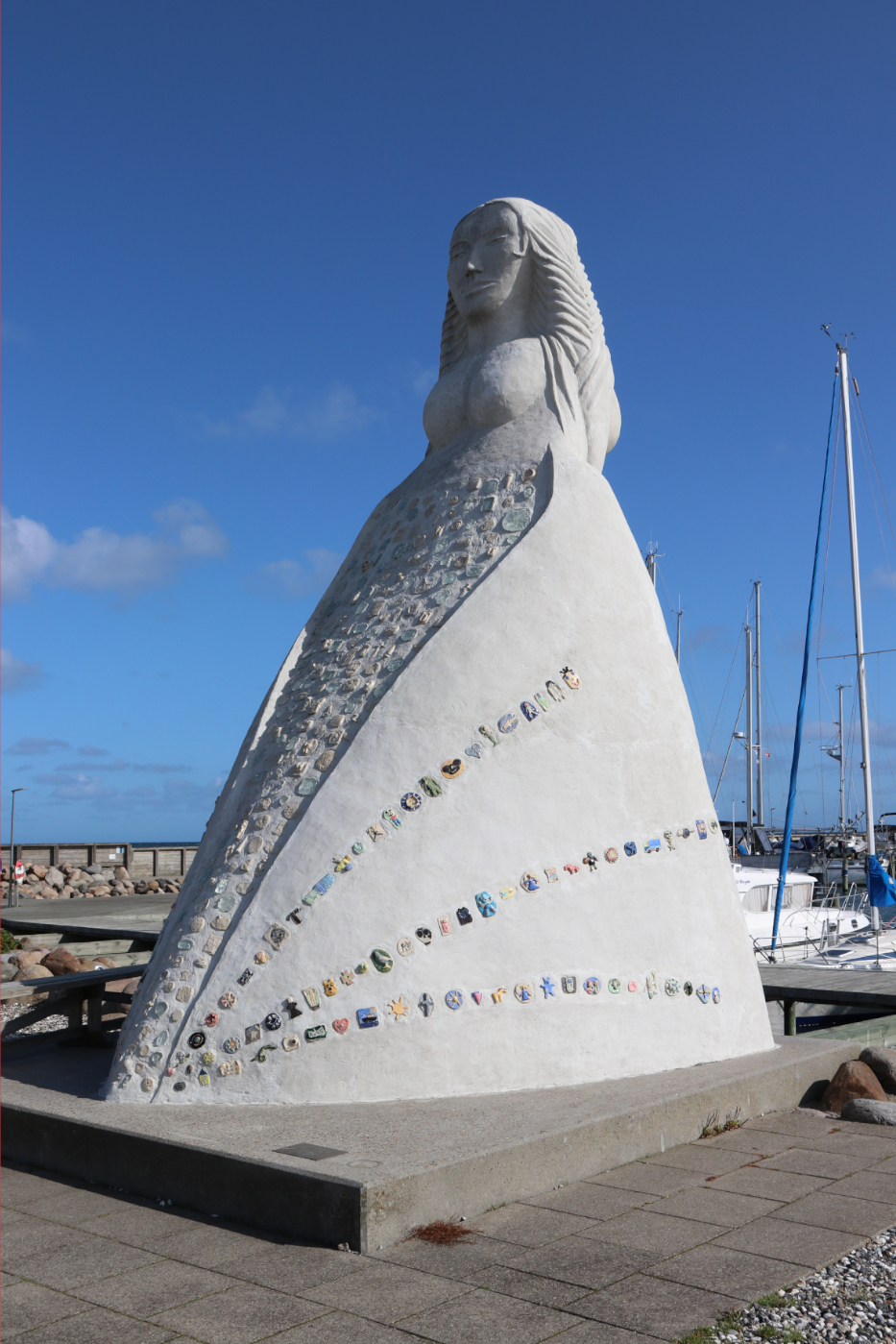
Fruen fra Havet – Blick auf die Landseite

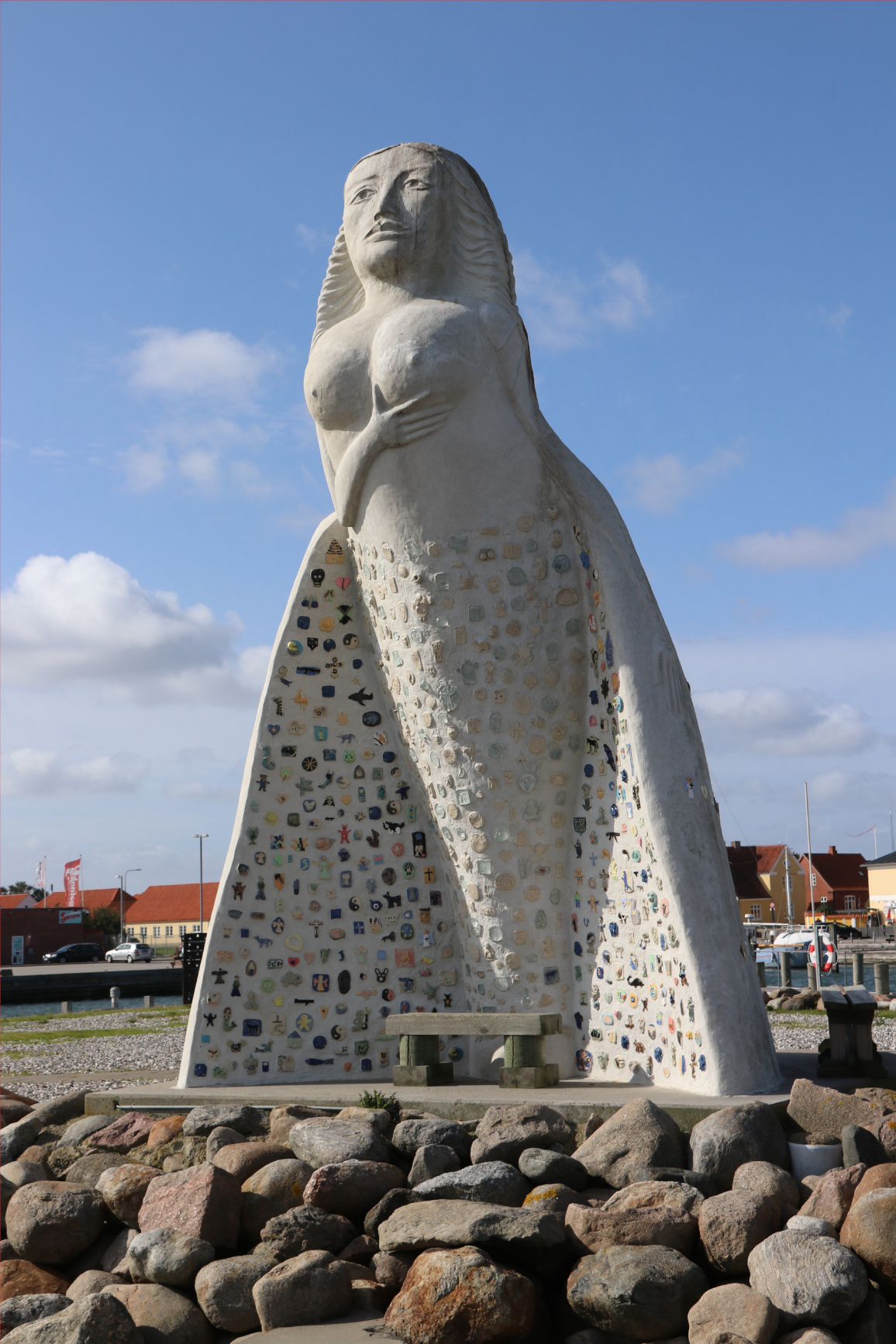
Fruen fra Havet – Blick auf die Meeresseite

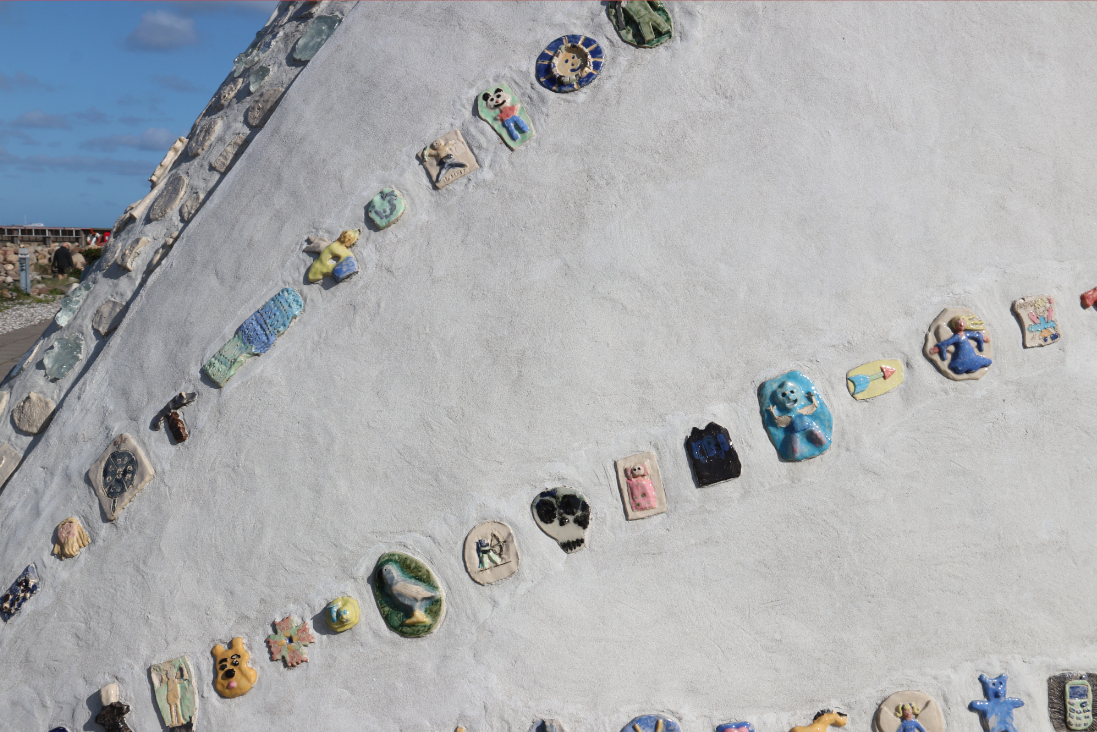
Fruen fra Havet Reliefe der Kinder

Die Skulptur Fruen fra Havet steht im Hafen der dänischen Stadt Sæby. Sie wurde 2001 von Marit Benthe Norheim geschaffen.

## Beschreibung
Das am 11. August 2001 eingeweihte Werk der norwegischen Künstlerin Marit Benthe Norheim stellt eine doppelseitige Galionsfigur dar. Sie ist 6,85 Meter hoch und besteht aus weißem Beton.
905 Kinder und Jugendliche in Sæby wurden gebeten, sich eine gefährliche Situation vorzustellen und dann ihre eigenen Schutzsymbole aus Keramik und Glas anzufertigen. Daraus entstanden Werke von Engeln und Teufeln über Pizza und Mobiles bis hin zu Spielstationen und Porträts von Haustieren oder Eltern. Diese Reliefs sind als Mosaik in den Mantel der Skulptur modelliert.
Die Figur hat zwei Vorderseiten, von denen eine auf das Meer und die andere auf das Land blickt.
Die Skulptur steht im Zusammenhang mit der Hauptfigur im Schauspiel Die Frau vom Meer von Henrik Ibsen, das er 1887 inspiriert nach einem Aufenthalt in Sæby schrieb. Hier wird das Meer als Abbild der dunklen Mächte bezeichnet, wobei sich die Frau unter anderem „wie eine an Land gespülte Meerjungfrau“ sieht.
Die andere Frau ist die Jungfrau Maria, der Schutzpatronin von Sæby, die auf den aus dem Mittelalter stammenden Fresken der Sæby Kirke am Tag des Gerichts ihre nackte Brust Christus entgegenstreckt. Sie hat Menschen in ihrem Umhang versteckt und bittet ihren Sohn um Schutz und Gnade für diese armen Menschen. Der Ort Sæby hieß im Mittelalter Mariested.
Ausgangspunkt ist aber die Galionsfigur, die seit jeher als Schutz vor unbekannten Gefahren dient, seit sich der Mensch auf dem Meer bewegt.